# Andy Batioja
Andy Duván Batioja Rentería (ur. 31 stycznia 2006) – kolumbijski piłkarz występujący na pozycji skrzydłowego, od 2024 roku zawodnik amerykańskiego Houston Dynamo.